# Vibeke Stene
Vibeke Stene (pronunciado Vee-beh-keh, n. 17 de agosto de 1978 en Sokndal, Rogaland, Noruega) es una cantante lírica noruega, maestra de música y actriz de teatro, miembro de la banda Tristania entre 1996 y 2007. Luego de renunciar a seguir siendo parte de ella se dedicó a enseñar canto y música.
Stene tiene una formación vocal clásica, con registro de mezzosoprano y un rango vocal de 3 octavas. Es considerada por muchos fanes como "la reina del metal gótico"[cita requerida].

## Inicios
Vibeke Stene nació en el municipio de Sokndal, provincia de Rogaland, Noruega. Es hija de Steinar Stene y Sissel Bø Stene. Ella tiene dos hermanas llamadas Ingvild y Maiken. Stene se entrenó como cantante para un grupo de personas desde los tres años.
Ella empezò a tomar clases de canto a la edad de trece años. Después, decidió que quería ser su propia maestra. Ella tomó clases hasta la edad de veintitrés. Stene también trabajó como maestra en todas las materias.

## Carrera

### Fondo Musical
Stene creció en un hogar lleno de música. En una entrevista, ella declaró que sus influencias eran personas con quienes cantó personalmente. Antes de Tristania, Stene realizó principalmente voces clásicas en diferentes escuelas de música. Ella también cantó en coros y tuvo conciertos de jazz, folk, y música clásica como solista admitiendo que "todos los viajes con la banda hacen que sea imposible que un coro tenga una gran dependencia de uno mismo." Stene ha declarado que Tori Amos, Björk, David Bowie, Tom Waits y Diamanda Galàs son "sólo unos pocos de muchos cantantes que creo que son muy buenos." Su alcance vocal es el de soprano.
El teclista de Tristania, Einar Moen, declaró en una entrevista que Stene "Tiene una educación clásica, educación de una escuela de ópera y título universitario. Y ella también ha tomado clases de canto desde que era una niña, por lo que ella ha cantado siempre." También mencionó que cuando conoció a Vibeke, ella no estaba interesada en el metal gótico, pero si en el rock y heavy metal.

### 1996-2007: Con Tristania

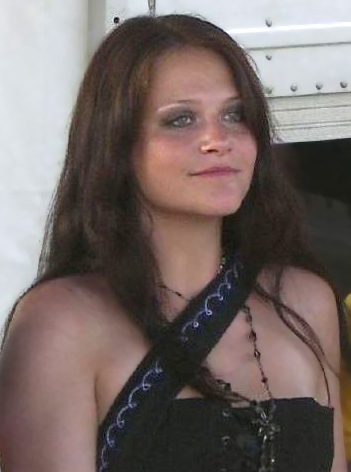
Vibeke Stene, 2006.

Stene se unió con Tristania a los dieciocho años cuando aún estaba en la escuela estudiando música. Conoció a los miembros a través de un amigo y después durante un concurso musical. Ella se unió cuando estaban planeando su primer demo. Inicialmente, sólo iba a ser una cantante invitada. Sin embargo, más tarde se unió a la banda permanentemente. 
Según por palabras de Vibeke  dadas al medio Rockerio.cl comenta en razón a su ingreso a la escena "Yo tenia 17, estudiaba música en el colegio, tenia todo el mundo por delante y no tenia miedo de enfrentar nuevos desafíos, Empece por conocer mi melancolía interior y estaba, supongo, buscando por darle un sentido a mi vida, como los adolescentes usualmente lo hacen, recuerdo que me llevaron a un concierto de Theatre of Tragedy, los vi presentarse en Stavanger y recuerdo que pensé: «lo puedo hacer mucho mejor» (disculpa Liv Kristine) Empece a soñar y envié mi deseo fuera del universo, luego volvió a mi y realmente tuve mi oportunidad. El mundo del metal creció en mi y sentí que había encontrado mi hogar en el genero del metal sinfónico".
El 27 de febrero de 2007, Stene salió de Tristania por razones personales, según sus propias palabras porque la música de la banda ya no iba en la dirección que inicialmente habían creado. También declaró que quería perseguir un gran sueño de ella, el cual era enseñar canto. Frente a eso en 2013 en el sitio Rockerio.cl declaró "En parte no estaba de acuerdo con la dirección que la música llevaba, creo que esa es razón suficiente. Ademas necesitaba escapar del circo en el cual caí, el cual se montaba al rededor de la banda. Fue una decisión muy difícil de tomar, pero fue también buena luego de un tiempo para sentirme tranquila y en paz."
En la primavera de 2007, al mismo tiempo que Stene se fue, la banda finlandesa Nightwish iba anunciar su nueva vocalista. Debido a la reciente salida de Stene, se discutió ampliamente en los círculos musicales que la reemplazante de Tarja Turunen iba a ser Vibeke. El rumor fue negado rápidamente. aclarando Stene en una entrevista, "Yo no soy la nueva vocalista de Nightwish."
Stene también dijo en una entrevista: "Yo no querría cantar para Nightwish", banda finlandesa que contrató para ese entonces a Anette Olzon, y desmintió a su vez cualquier vinculación con la soprano noruega.

### 2007-2012: Retiro
En el 2011, Stene apareció en la canción "Queen of Broken Hearts" de la banda electrónica Plutho. De acuerdo con los miembros de Plutho, la canción fue grabada en 1999, lo que indicaba que Stene seguía en la escena musical. De acuerdo con una entrevista realizada hace unos años, el entrevistador le preguntó si quería empezar a cantar profesionalmente otra vez. Ella dijo que si le daban una buena oferta, volvería.

### 2013-presente: Regreso
El 7 de junio de 2013, Stene comunicó en su página oficial de Facebook que va a volver a la escena musical. Ya se ha publicado un demo de 1 minuto sobre lo que será su nuevo proyecto musical.
Se anunció que va a participar con Asgeir Mickelson en un proyecto llamado God of Atheists. Los músicos que van a participar en la nueva banda son Vortex de Dimmu Borgir, Ihsahn de Emperor, Trym Torson de Zyklon, entre otros.
.
Sin embargo la publicación de dicho álbum se ha pospuesto por a realización del proyecto Veil of Secrets de Vibeke Stene. 
En la cuenta de Facebook de la artista se han anunciado una obra de teatro en la que Stene ha sido la protagonista, en ella ha utilizado indumentaria utilizada en sus conciertos con Tristania.
El 9 de julio de 2020 a través de su página de Facebook anuncio una nueva banda la cual sería el regreso de la cantante al mundo de la música, este proyecto lleva el nombre  de "Veil of Secrets" y anunciaron que su primer álbum se titulara "Dead Poetry". El disco fue grabado por Asgeir Mickelson (ex-Borknagar, Sarke, Ihsahn, Testament) y mezclado por Borge Finstad en TOPROOM STUDIO. En el álbum, Mickelson realizó las  guitarras, baterías y el bajo, SAREETA (Ram-Zet, ex-Ásmegin) realizó los violines, y Erling Malm (Articulus, Endolith) estará a cargo de las voces masculinas. La portada del álbum fue pintada por KJELL ÅGE MELAND. El álbum fue masterizado en  DUB STUDIO por Endre Kirkesola.
.

## Vida privada
Stene dio a luz a su hijo llamado Gylve en el 2005 y luego a una niña. Trabaja como maestra de canto para una escuela primaria en Kristiansand, Noruega. Ha declarado en una reciente entrevista que ciertas cosas no le gustan tales como la ignorancia, la contaminación, los pesticidas, la difamación, las potencias mundiales, la industria de armas, el dinero y que prefiere la ciencia a la religión.
.

## Discografía
| Con Tristania Demos Tristania (EP) (1997) Àlbumes de estudio Widow's Weeds (1998) Beyond The Veil (1999) World of Glass (2000) Ashes (2005) Illumination (2006) Sencillos " Evenfall " (1998) " Angina " (1999) " Equilibrium " (2005) " Libre " (2005) " Sanguine Sky " (2007) Álbumes en vivo Widow's Tour (1999) Widow's Tour/Angina (1999) Recopilaciones Midwintertears/Angina (EP) (2001) Midwinter Tears (2005) Videos musicales Evenfall (1998) Equilibrium (2005) Libre (2005) | - Dead Poetry (2020) - Green Carnation - Journey to the End of the Night (1999) - Samael- Solar Soul (2007) - Plutho - Bob, You Don't Wanna Go There!, Queen of Broken Hearts (2011) |